# Heckelfón

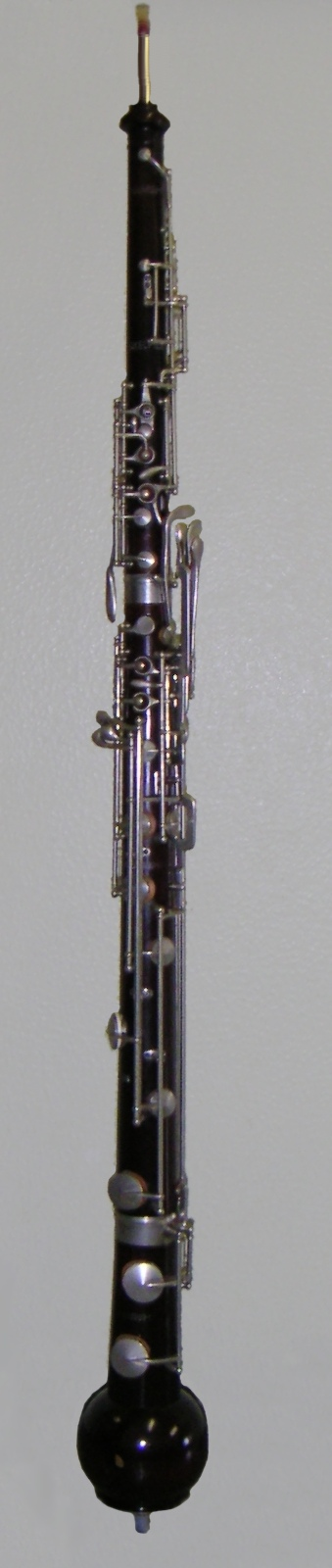
Heckelfón.

El heckelfón (del alemán Heckelphon) es un instrumento musical inventado por la firma Wilhelm Heckel GmbH en 1904. Popularmente se le suele referir simplemente como Heckel.
Es un instrumento de doble lengüeta de la familia del oboe, de mayor tamaño y con un sonido más pesado y penetrante. Está afinado una octava por debajo del oboe y está dotado de una extensión que va desde el La2 hasta el Sol5. Se quería dotar de un sonido más amplio, parecido al del oboe, en el registro medio a las grandes orquestaciones a inicios del siglo XX. En el repertorio orquestal se suele usar como el bajo de la sección de los oboes incorporándose con el oboe y el corno inglés, llenando el hueco entre oboes y fagotes.
El heckelfón mide aproximadamente 120 cm, y pesa bastante; por ello descansa en el suelo, apoyándose con una barra de metal corta que sobresale del pabellón en forma de bulbo. Algunos heckelfonos también incluyen una segunda campana que sirve como sordina. Estos preparativos son únicos entre los instrumentos de doble lengüeta. Se toca con una gran caña que se parece más a la de un fagot que a la de un oboe. Es similar al oboe bajo (o barítono) en tesitura y construcción, pero cuenta con un taladro más amplio y produce un timbre más cercano al del fagot o el saxofón que al sonido del corno inglés en los graves.
El heckelfón se construyó originalmente en tres tamaños, pero solo se utilizó habitualmente el bajo. Un pequeño heckelphon piccolo fue creado en dos afinaciones distintas en Mi {\displaystyle \flat } y Fa por encima de la nota escrita, pero solo fueron hechos una docena aproximadamente.
El primer uso del heckelfón fue en la ópera de Richard Strauss Salomé (1905). Fue empleado posteriormente en otras obras del mismo compositor: Elektra, Sinfonía Alpina, Josephslegende y Festliches Präludium. Fue adaptado como parte de la paleta orquestal en obras tales como Amériques (1918-1921) y Arcana (1925-1927) de Edgard Varèse. 
El heckelfón se confunde a menudo con el rediseñado hautbois baryton de Lorée, introducido en 1889, debido a que el término "oboe bajo" está siendo usado actualmente para describir ambos instrumentos. De entre algunos compositores ingleses de principios del siglo XX, hay alguna tendencia en el uso del denominado "oboe bajo", por ejemplo en la suite orquestal "Los Planetas (The Planets)" (1916) de Gustav Holst, así como en bastantes obras de Frederick Delius (Una Misa de la Vida, 1904-1905; la Danza Rapsodia Núm. 1, 1908); de Arnold Bax, la Sinfonía Núm. 1 (1921); de Havergal Brian, la Gothic Symphony (1919-1927) y la Sinfonía Núm. 4 (Das Siegeslied), y en la instrumentación original de la Sinfonía de Londres (1912-1913) de Ralph Vaughan Williams. Sin embargo, no está del todo claro cuál era la verdadera intención del compositor entre la elección de un instrumento u otro; además es posible que los propios compositores no tuvieran clara su distinción, dejando la misma a voluntad del músico o de la orquesta. Strauss, sin embargo, hace mención de ambos instrumentos en la revisión del Tratado de la instrumentación y de la orquestación moderna  (1904) de Hector Berlioz, y (al igual que Varèse), especifica el instrumento por nombre en sus partituras orquestales, para prevenir cualquier ambigüedad.
El heckelfón ha sido también empleado en música de cámara, siendo una de las más notables muestras el Trío para heckelfón, viola, y piano, Op. 47 (1928) de Hindemith.
De entre las obras más recientes que lo emplean se incluye la pieza orquestal Asyla (1997) del compositor británico Thomas Adès. El heckelfón participa también en la música orquestal del compositor finés Kalevi Aho. Se escucha en las Sinfonías 6 y 11 así como en su Concierto para contrafagot.
A pesar del potencial que posee al añadir más poder a los graves dentro de la sección de viento madera, el heckelfón sigue siendo una rareza en las orquestas —sólo se han producido unos 150 heckelfonos, de los cuales unos cien se cree que existen aún— y rara vez se incluye dentro de la plantilla de las orquestas profesionales. Por ello es raro encontrar buenos intérpretes. Los más importantes en la actualidad son Mark Perchanok y Andrew Shreeve de Nueva York. Shreeve toca usualmente en la Metropolitan Opera mientras que Perchonak ha interpretado algunas composiciones nuevas y viejas para el instrumento y ha grabado con el Paul Winter Consort. Otros intérpretes americanos notables son Robert Howe de Massachusetts, más conocido por sus recitales, y Arthur Grossman de Seattle, Washington.
El primer encuentro anual de la Sociedad Norteamericana del Heckelfón tuvo lugar el 6 de agosto en la Iglesia Riverside de Nueva York, donde asistieron seis heckelfonistas —posiblemente la primera vez en la historia que seis heckelfonos tocaron bajo el mismo techo. En posteriores reuniones se han llegado a juntar hasta 10 instrumentistas. El grupo se reúne anualmente en Nueva York el último sábado de septiembre.
El centenario del heckelfón en mayo de 2004 permitió la publicación de un amplio número de artículos en diversos periódicos sobre el instrumento que consiguieron una relativa difusión y publicidad.

## Discografía
- Robert Howe, heckelfono; Alan Lurie, Michael Dulac, piano (2005). Centennial Recital for Heckelphone. Wilbraham Music.
- Paul Winter Consort (1990). Earth: Voices of a Planet. Living Music.
- Paul Winter Consort (1990). The Man Who Planted Trees. Living Music.
- Winter, Paul (1994). Prayer for the Wild Things. Living Music.
- Grossman and others (2002). Music by Paul Hindemith. Centaur Records.
- Arthur Grossman, heckelfono; Lisa Bergman, piano. Arthur Grossman Plays Heckelphone. Wilhelm Heckel GmbH.